# 柚木あゆり
柚木 あゆり（ゆずき あゆり・1985年8月8日 - ）は、日本のモデル、レースクイーン。
旧名は相田 ゆず（あいだ ゆず）、柚木 あみ（ゆずき あみ）、柚木あゆり。

## 概説
所属事務所は2005年時点でフェニックスプロモーション、2007年現在ブルジョアキャット。公称スリーサイズは初期にはB95・W57・H87としてF65の胸を売りにしていたが、2007年時点ではB84・W56・H81またはB86・W59・H84となっている。
2005年にデビューし、主にレースクイーンやイベントコンパニオンとして活動する。電子グラビアや撮影会等への出演も多い。
2006年3月末には「占い」により、芸名「相田ゆず」から「柚木あみ」に改名。さらに1年後には同じ理由により「柚木 あゆり」に改名している。なお、「柚木あみ」における「あみ」は本名だという。いずれの芸名も「ゆず」を残しているため、愛称の「ゆずポン」には変わりはない。
2014年4月に事務所所属に伴い柚木あゆりから「あゆり」に改名したと発表。

## 経歴

### キャンペーン起用
- マリオレーシングギャル（2005年[1]）
- 洗剤革命ギャル（2006年[1][3]） - 暮羽優奈と
- 赤ヒゲ薬局イメージガール（2006年[1]）

### イベント出演
- パナソニックブース（2005年モーターショー[1]））
- モバイル放送ブース（2006年オートサロン[1]））
- データシステム（2007年東京オートサロン[1]））
- WORKブース（2009年東京オートサロン）
- カールソン/MKモータースポーツ（2014年東京オートサロン）

### テレビ・DVD
- SUNリーグ（2006年、日本テレビ[1]）
- 暮羽優奈 & 柚木あみ in ペナン（2006年11月4日、LOXX.tv[8]）
- Panty & Stocking with Garterbelt（2010年、GAINAX）

### 雑誌
- アサヒ芸能[2][9]
- FLASH DVD[2]

### デジタルコンテンツ
- Excite 壁紙[4]
- KEN WORKS Vol.057 柚木 あみ　”華　Hana”[10]
- 週刊レースクイーンコレクション（2007年5月16日 - 17日、ソフトバンククリエイティブ[11]）